# Třesovice
Třesovice (en allemand : Tresowitz) est une commune du district de Hradec Králové, dans la région de Hradec Králové, en République tchèque. Sa population s'élevait à 272 habitants en 2022.

## Géographie
Třesovice se trouve à 6 km au nord-est de Nechanice, à 12 km à l'ouest-nord-ouest de Hradec Králové et à 92 km à l'est-nord-est de Prague.
La commune est limitée par Mokrovousy au nord, par Všestary au nord-ouest, par Střezetice à l'est et au sud-est, par Nechanice au sud et à l'ouest.

## Histoire
La première mention écrite de la localité date de 1412.

## Administration
La commune se compose de deux sections :
- Třesovice
- Popovice

## Galerie

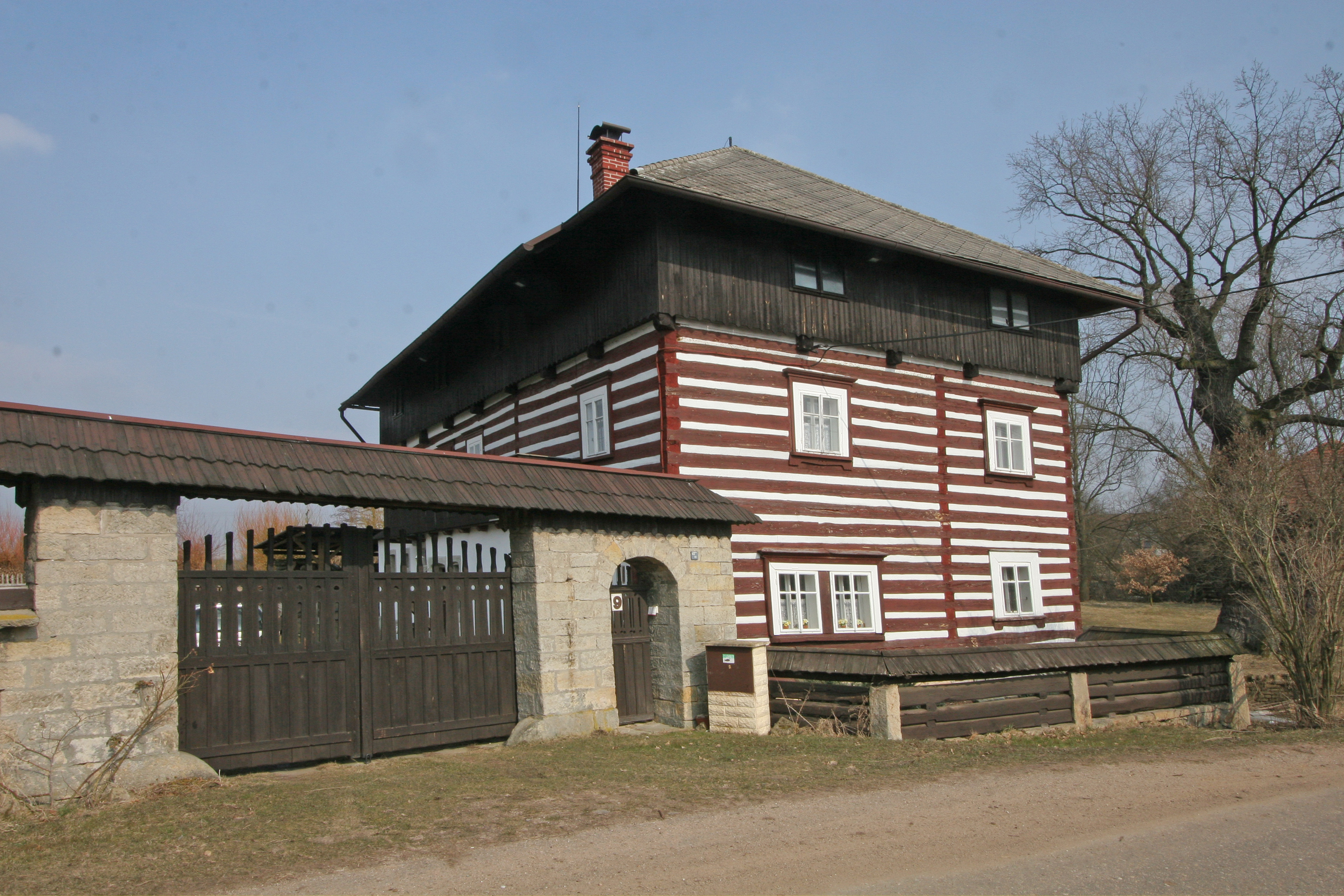
Moulin de Popovice.
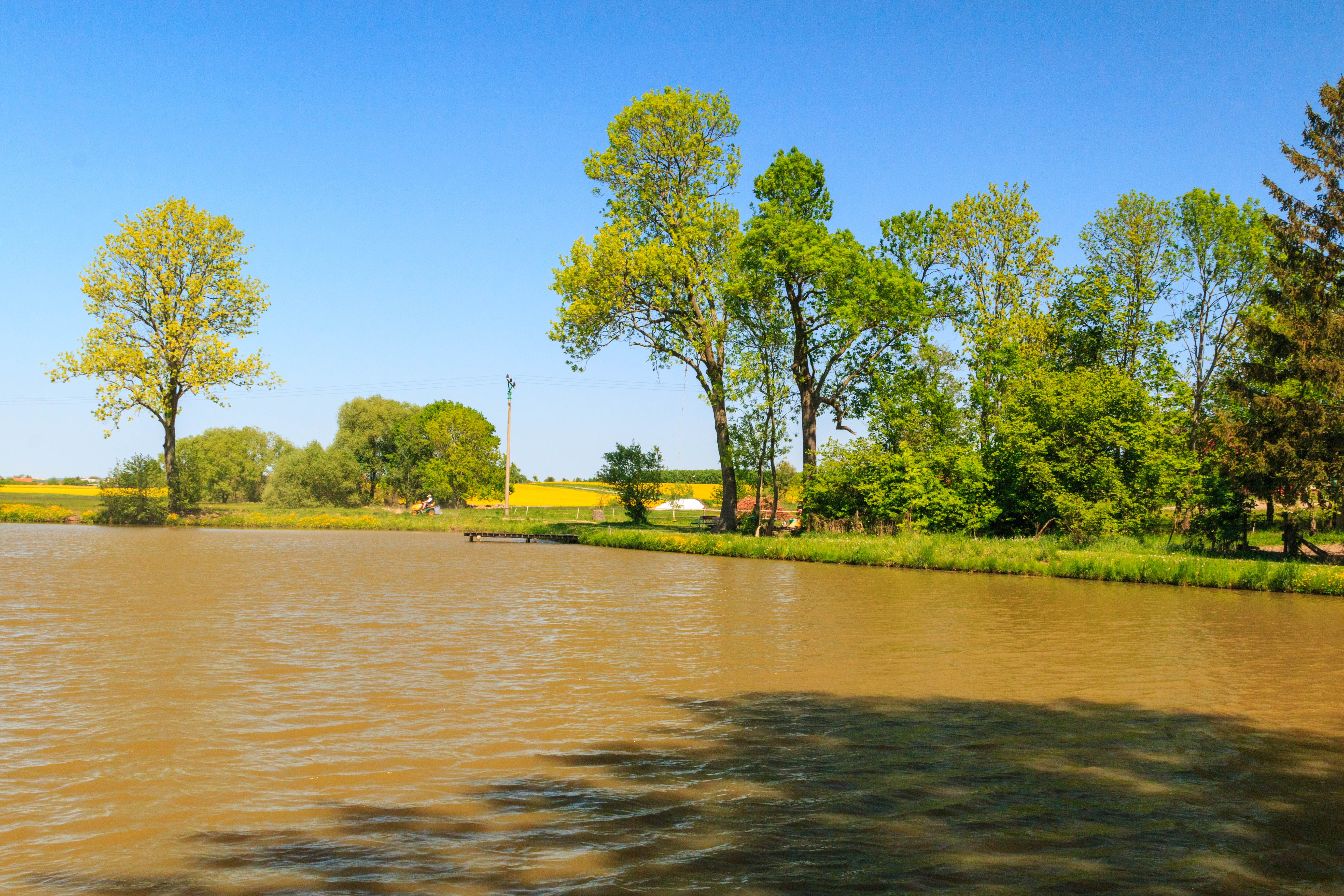
Réservoir du moulin.

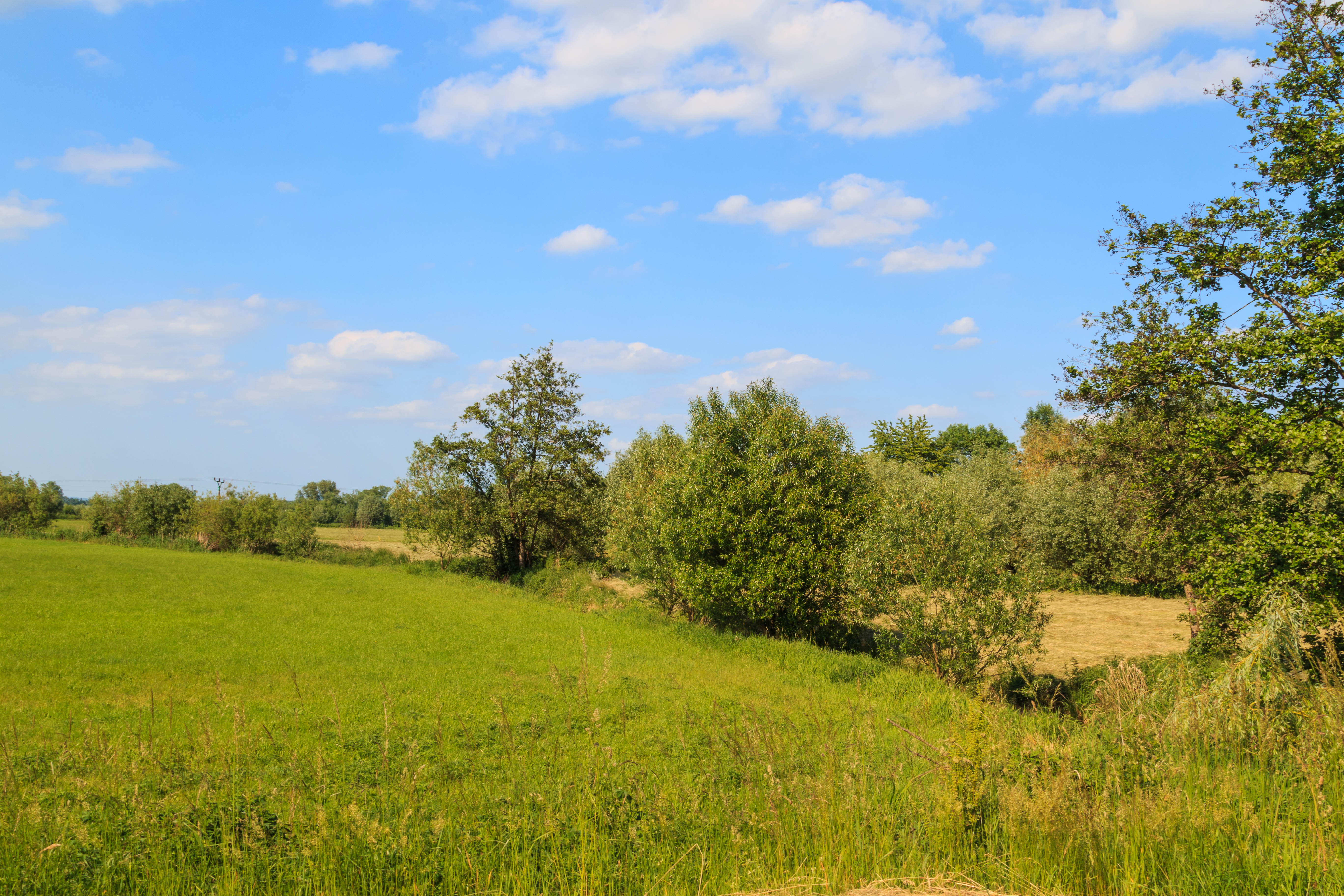
Espace naturel protégé à Bystřice.

## Transports
Par la route, Třesovice se trouve à 5,6 km de Nechanice, à 15 km de Hradec Králové et à 115 km de Prague. 